# Бад-Дюрренберг
Бад-Дюрренберг (нем. Bad Dürrenberg) — город в Германии, в земле Саксония-Анхальт. 
Входит в состав района Зале.  Население составляет 12 339 человек (на 31 декабря 2010 года). Занимает площадь 17,49 км². Официальный код  —  15 2 61 003.
Районы города: Бальдиц, Годдула, Кирхфэрендорф, Ленневиц, Острау и Веста.